# Kristus i Martas och Marias hus
Kristus i Martas och Marias hus kan avse en episod i Lukasevangeliet i Bibelns nya testamente. Där skildras hur Kristus besöker systrarna Marta och Maria i byn Betania, på östra sidan av Olivberget:
| ”                                  | När de nu var på vandring, gick han in i en by, och en kvinna, vid namn Marta, tog emot honom i sitt hus. Och hon hade en syster, som hette Maria; denna satte sig ned vid Herrens fötter och hörde på hans ord. Men Marta var upptagen av allehanda bestyr för att tjäna honom. Och hon gick fram och sade: "Herre, frågar du icke efter att min syster har lämnat alla bestyr åt mig allena? Säg nu till henne att hon hjälper mig." Då svarade Herren, och sade till henne: "Marta, Marta, du gör dig bekymmer och oro för mångahanda, men allena ett är nödvändigt. Maria har utvalt den goda delen, och den skall icke tagas ifrån henne." | „ |
| – Evangelium enligt Lukas 10:38-42 | |   |

## Kristus i Marta och Marias hus i konsten

### Alfabetisk lista efter konstnärens efternamn
- Kristus i Martas och Marias hus (Tintoretto) – målning av Tintoretto.
- Kristus i Martas och Marias hus (Velázquez) – målning av Diego Velázquez.
- Kristus i Martas och Marias hus (Vermeer) – målning av Johannes Vermeer.

### Kronologiskt bildgaleri

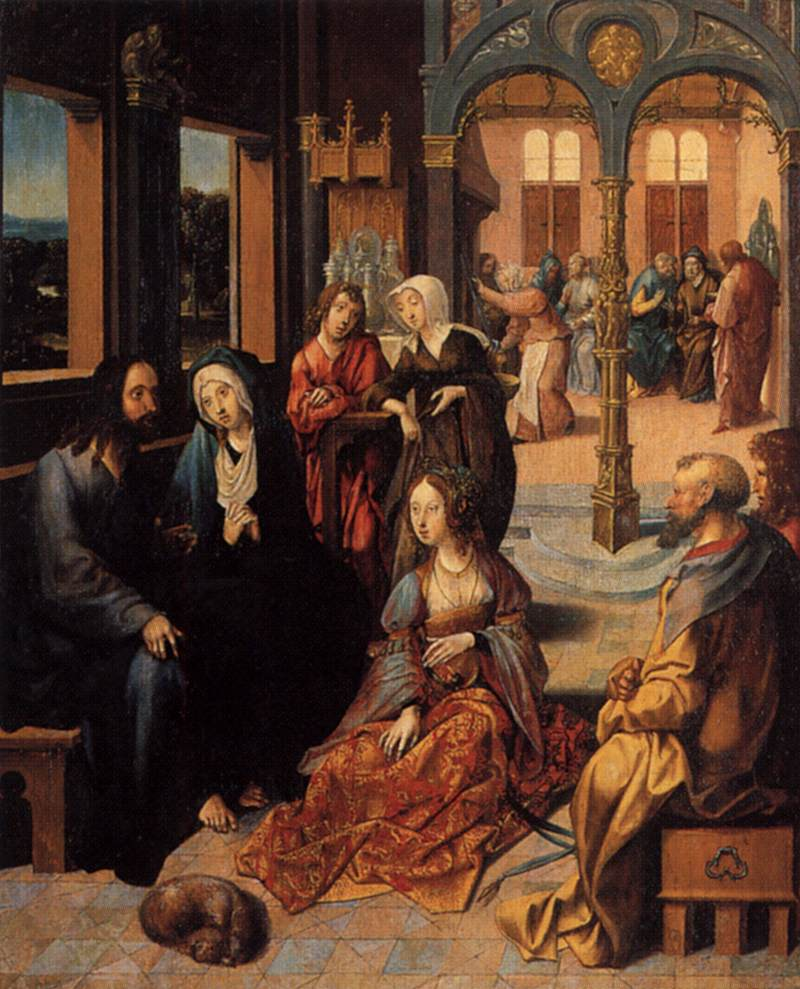
Cornelis Engebrechtsz. omkring 1515
Vasco Fernandez (Grão Vasco) omkring 1535
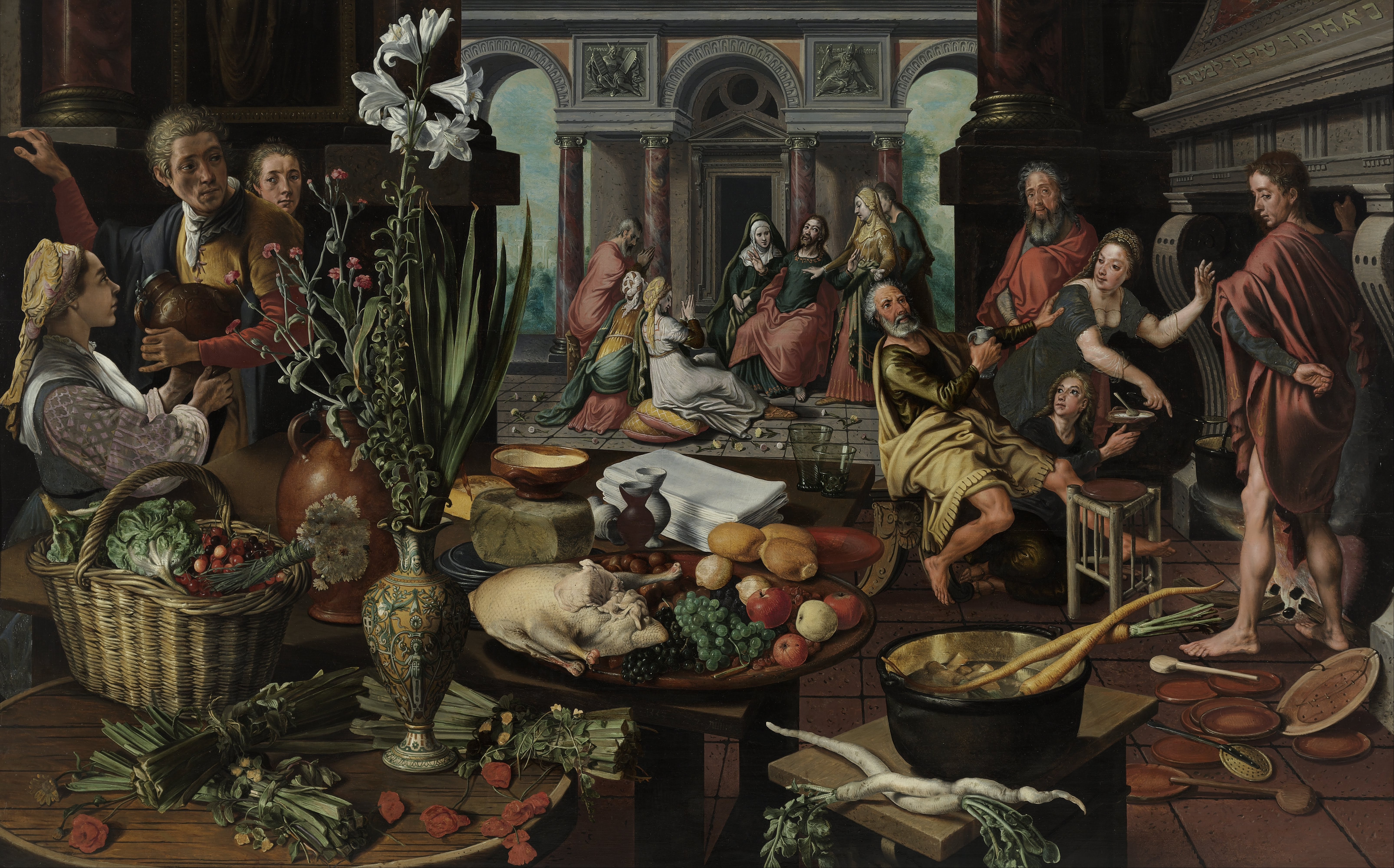
Pieter Aertsen 1553
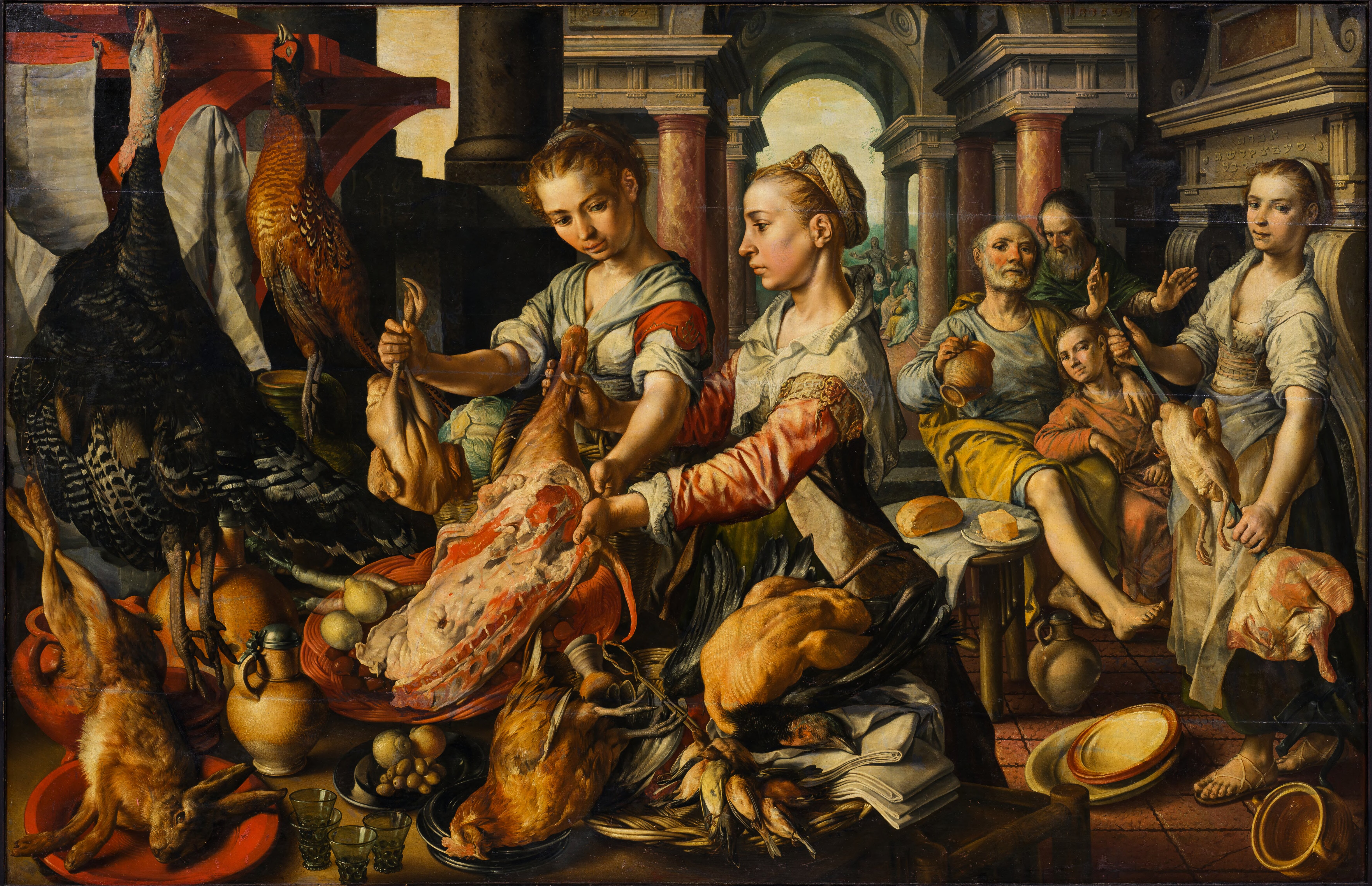
Joachim Beuckelaer, Matvaruhandel: Kristus hos Marta och Maria (1565), Nationalmuseum.
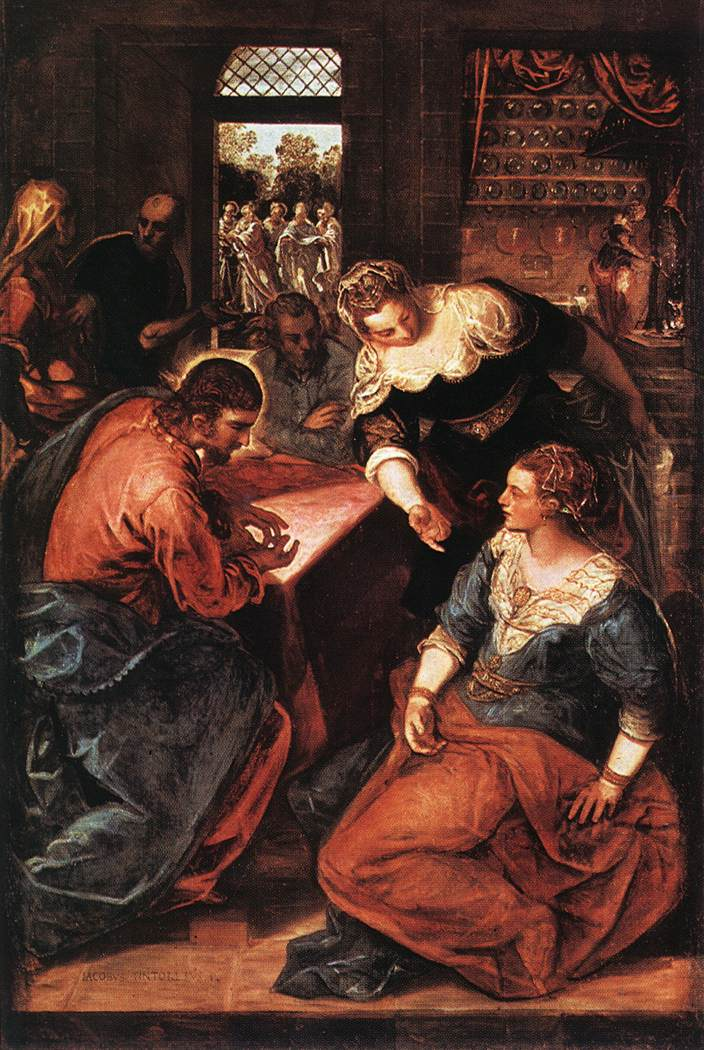
Tintoretto, Kristus i Martas och Marias hus från omkring 1580.
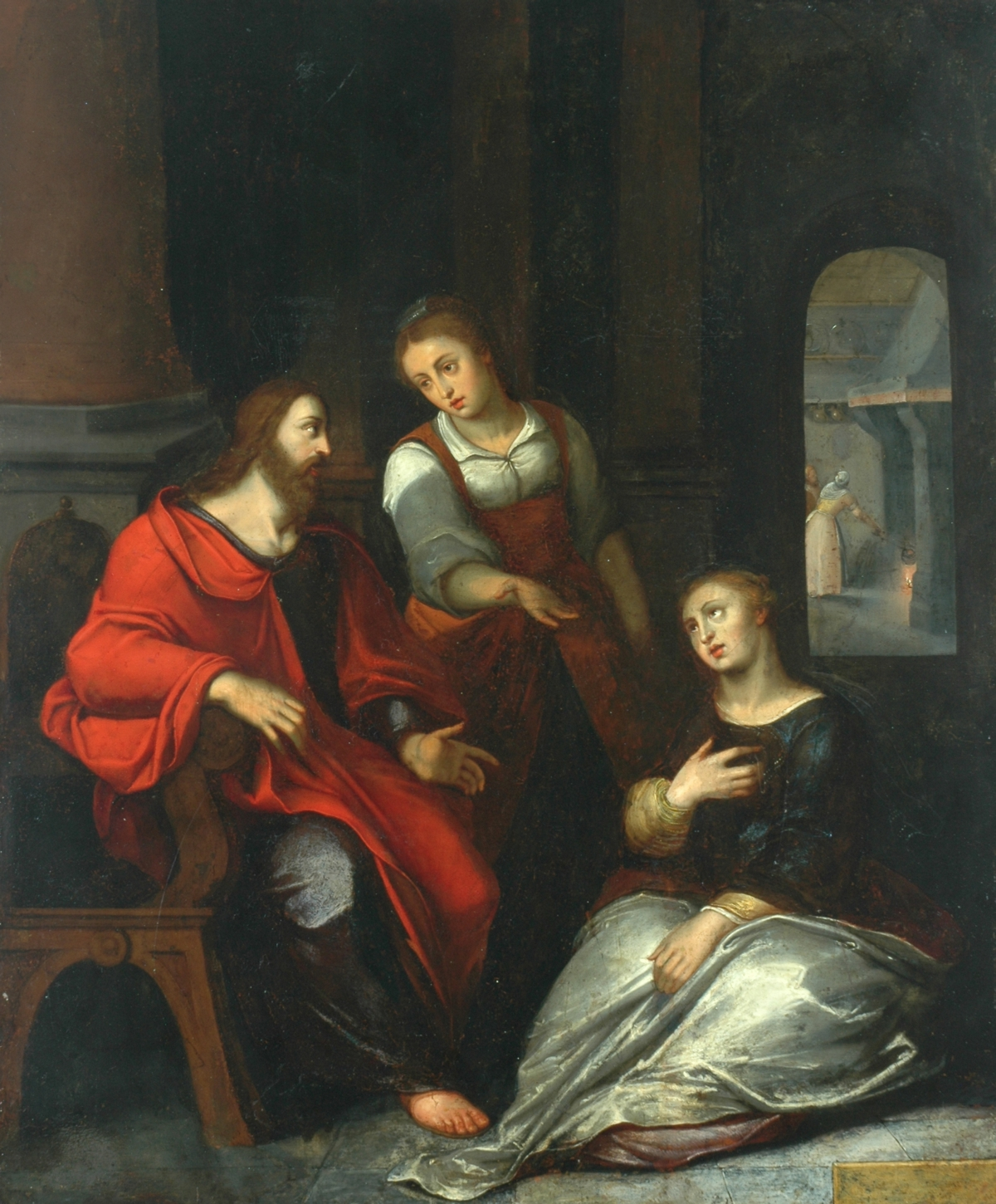
Otto van Veen 1590–1620
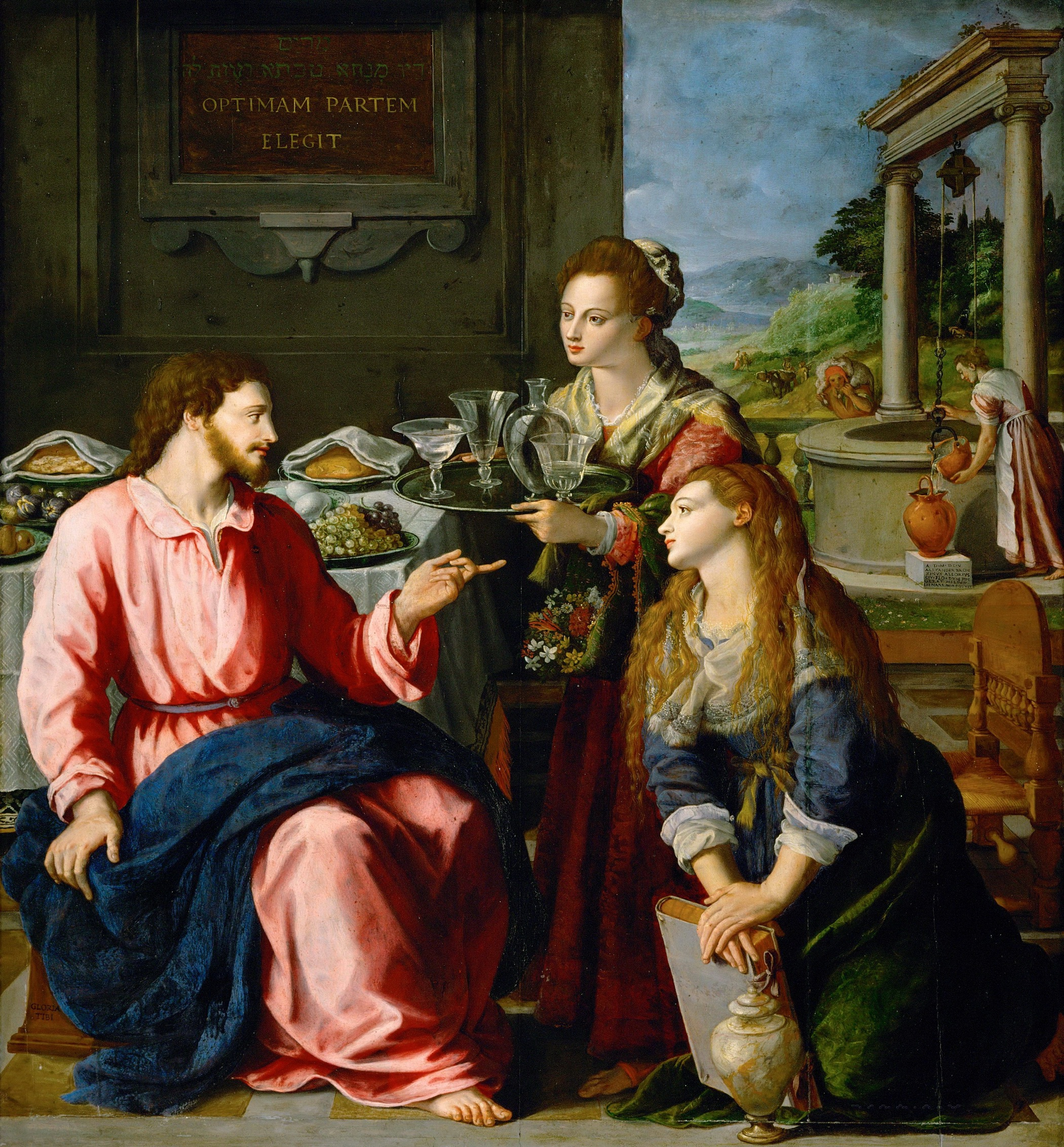
Alessandro Allori 1605
Fabrizio Santafede i Neapel 1612
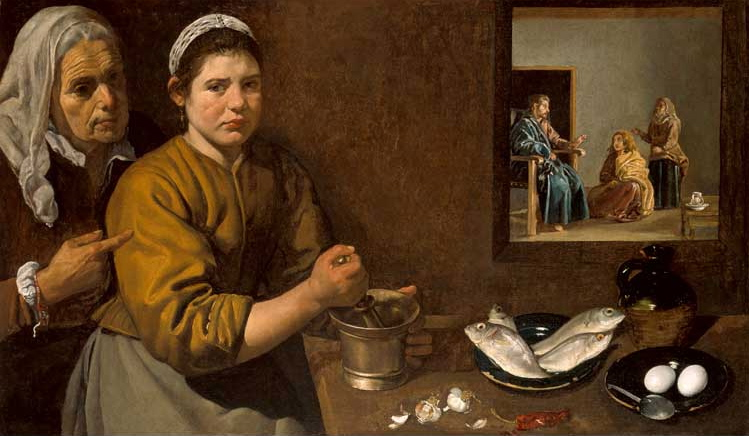
Diego Velázquez, Kristus i Martas och Marias hus (1618), National Gallery.
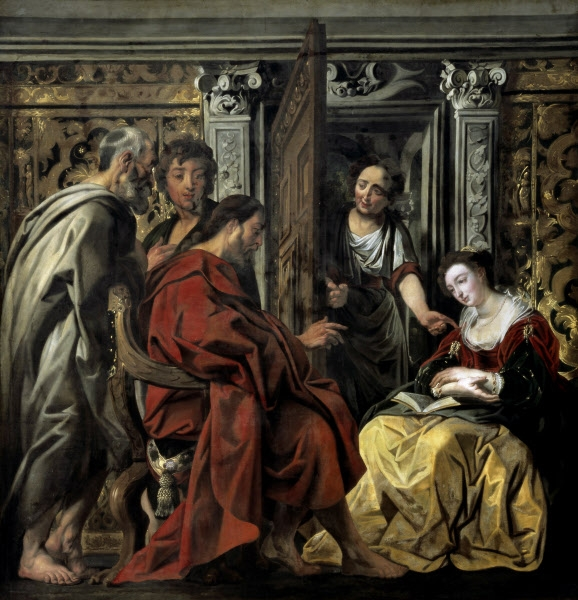
Jacob Jordaens omkring 1623
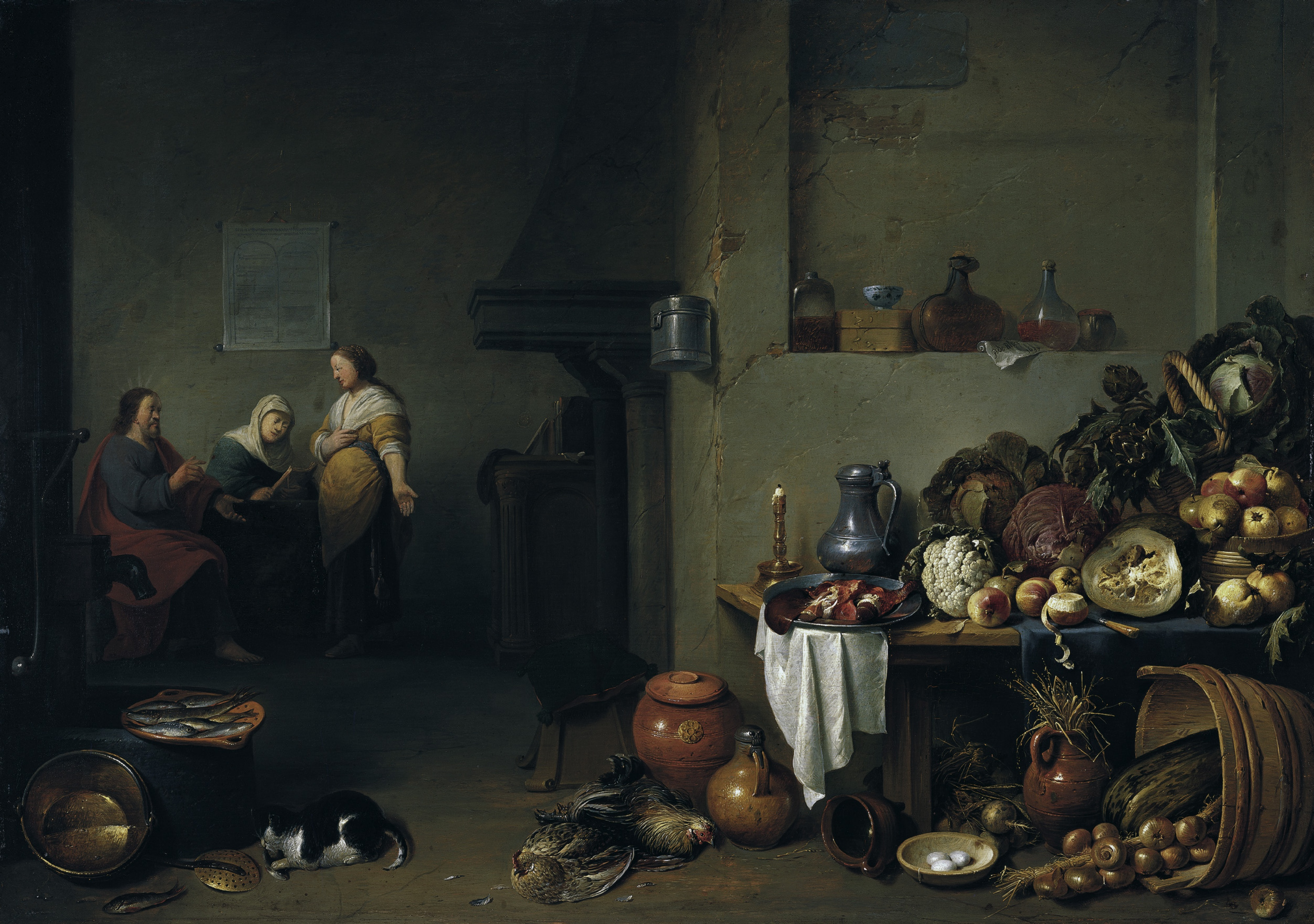
Pieter de Bloot 1637
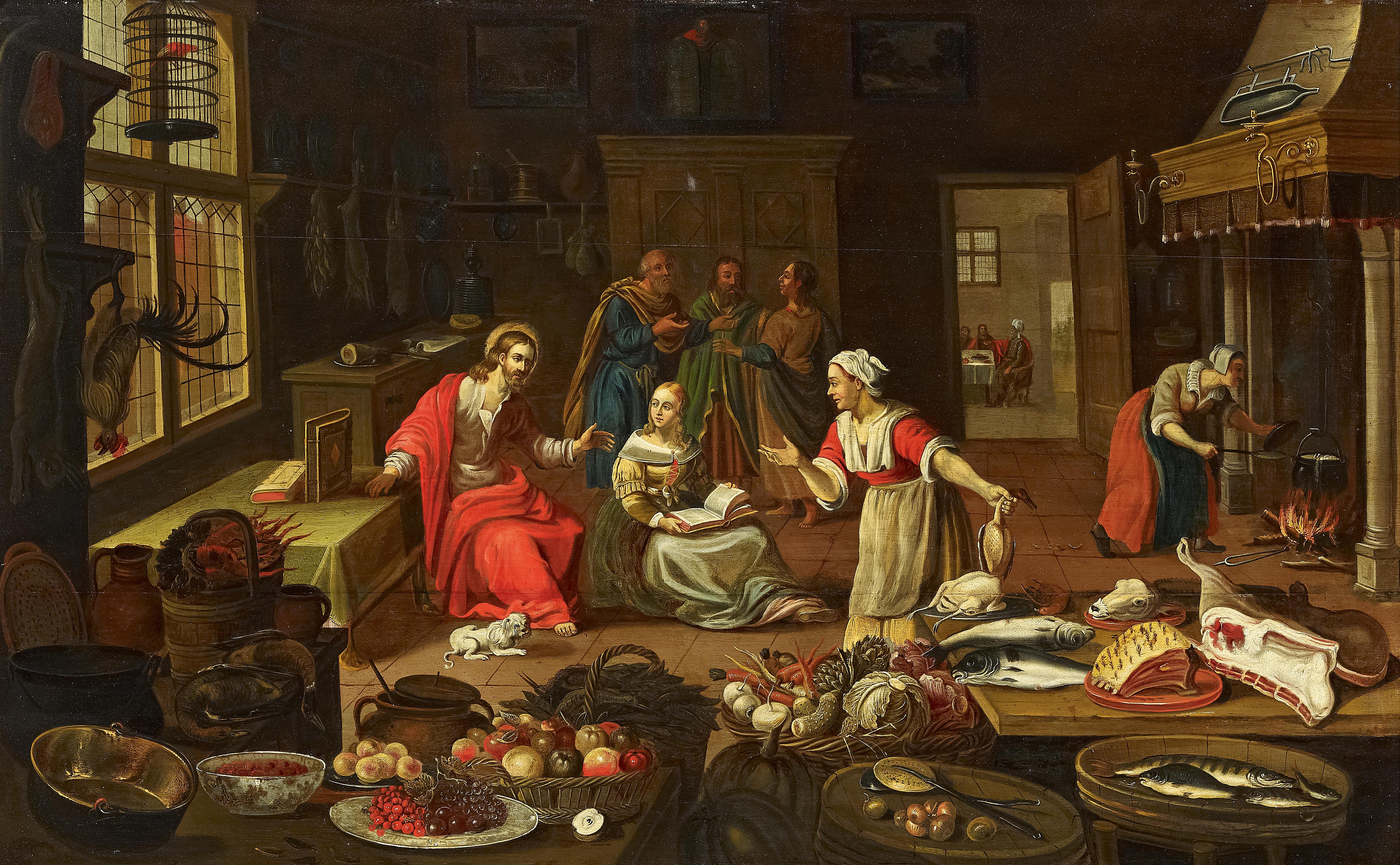
Georg Friedrich Stettner första hälften av 1600-talet
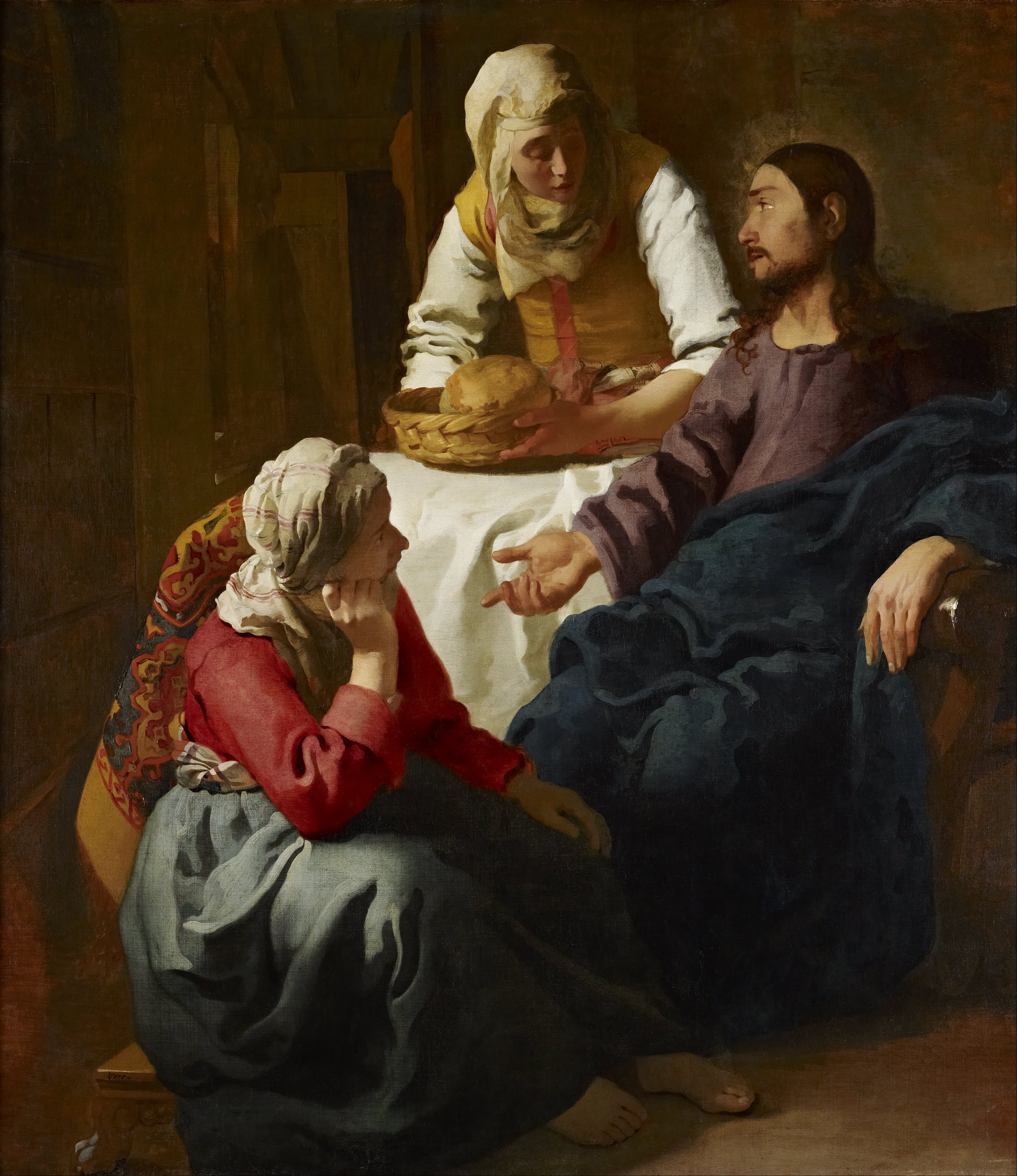
Johannes Vermeer, Kristus i Martas och Marias hus (1655), Scottish National Gallery.